# Anacronismo

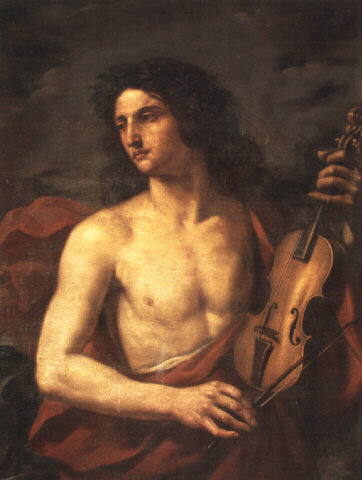
Un dipinto del XVII secolo di Cesare Gennari: Orfeo con un violino (inventato nel XVI secolo) piuttosto che una lira.

L'anacronismo (dal greco antico: ανά-?, aná-, "contro" e χρόνος, chrónos, "tempo") è un'incoerenza cronologica che consiste nella rappresentazione, raffigurazione o narrazione di oggetti, persone, avvenimenti o menzioni posteriori al periodo in cui è ambientata la narrazione principale.
Un esempio tipico di anacronismo sarebbe, per esempio, raffigurare un veicolo a motore in un racconto ambientato nel medioevo, a meno che non si tratti di una narrazione fantascientifica che giustifichi l'incongruenza.
Meno comunemente il termine viene utilizzato in senso opposto, a indicare elementi del passato presenti in un'epoca posteriore.
L'anacronismo può essere volontario, e quindi essere inserito in una narrazione a scopo allegorico o parodistico, oppure involontario a causa di errori di qualsiasi genere; se un anacronismo di quest'ultima natura è presente in una pellicola cinematografica, esso rientra nella categoria dei blooper.

## Nelle discipline umanistiche
In letteratura è l'attribuzione, a volte voluta, di atteggiamenti, idee o usi tipici dell'età del lettore piuttosto che dell'epoca in cui una narrazione è ambientata: un esempio tipico, nell'Eneide di Virgilio, è l'attribuzione di forme di devozione tipicamente romane negli usi degli esuli troiani capitati nel Lazio molto prima della fondazione di Roma.
Un altro esempio celebre è quello della saga di re Artù, che nella leggenda tradizionalmente conosciuta vede nel VI secolo castelli, armamentari e contesti sociali che verranno solo nel basso medioevo (in particolare il castello comunemente inteso non solo non esisteva, ma non era neanche realizzabile con le tecniche e le conoscenze costruttive della Britannia dell'Alto Medioevo).
In filologia (ma anche in altri contesti, come la storia dell'arte o l'archeologia), sono quelle occorrenze di vario tipo (linguistiche, storiche, geografiche, ecc.) che non appartengono all'epoca a cui viene attribuito un certo documento. Essi possono essere il risultato di qualche forma di corruzione nella traduzione del testo oppure la sua appartenenza ad un'epoca diversa. In altri casi possono essere i sintomi della falsità del documento.
Il termine viene tuttora usato anche nella cosiddetta archeologia misteriosa per indicare oggetti di apparente fattura moderna, ritrovati in siti archeologici risalenti ad epoche passate (vedi OOPArt).

## Nel cinema e nelle arti visive
Nella cinematografia un anacronismo occorre generalmente nei film quando, per esempio, capita di vedere, in determinate ambientazioni, manufatti appartenenti ad epoche successive. Ad esempio, nel caso di film storici e in costume ambientati nell'antichità o nel medioevo, è capitato talvolta di scorgere, ad esempio, comparse che interpretano personaggi di contorno, involontariamente riprese con l'orologio al polso, oppure pali del telefono, antenne televisive o altri oggetti moderni nello sfondo.
Altre volte gli anacronismi non sono involontari, ma riflettono errori più sottili e non riconosciuti come tali dai realizzatori, come ad esempio l'utilizzo di manufatti (oggetti, particolari di abbigliamento, ecc.), la cui pertinenza cronologica non è facilmente riconoscibile (si pensi ad esempio alle forchette utilizzate in ambientazioni greco-romane).
In altri casi gli anacronismi cinematografici non nascono da un errore dovuto all'ignoranza storica ma sono intenzionalmente inseriti, essendo utilizzati per ragioni drammatiche, espressive o, molto spesso, comiche, come nel caso già visto degli anacronismi letterari.

## Nel diritto
Una legge anacronistica (o, in generale, un atto normativo o regolamentare) è un atto che disciplina situazioni o comportamenti ormai desueti e che, invece di essere abolito o modificato, rimane in vigore per inerzia del legislatore. In alcuni casi questa forma di obsolescenza può essere l'effetto di una formulazione poco accorta, priva di quei caratteri di generalità e astrattezza che permettono alla norma di adattarsi all'evoluzione della società.